# Séisme de 1933 à Long Beach
Le Séisme de 1933 à Long Beach a eu lieu le 10 mars 1933  au sud du centre de Los Angeles, à 17 h 54.

## Description
L'épicentre se trouve en mer, au sud-est de Long Beach, au niveau de la faille Newport–Inglewood.
Le séisme a eu une magnitude estimée à 6.4 sur l'échelle de Richter, et a causé d'importants dégâts aux bâtiments situés dans une grande partie du sud de la Californie. Le bilan humain est estimé entre 115 et 120 morts, et le coût du séisme est estimé à 40 millions de dollars (l'équivalent de plus de 900 millions de dollars de 2022). La majorité des victimes sont des personnes qui sont sorties des bâtiments et qui ont été exposées à la chutes de débris.
Ce séisme a mis en évidence le besoin de constructions conçues pour résister à ce type de dommages. Plus de 230 écoles ont été détruites ou on subit des dégâts tels qu'elles ont été jugées inutilisables. Le nombre de victimes aurait pu être beaucoup plus important si le séisme s'était produit quelques heures plus tôt, alors que les enfants y étaient présents. De nombreuses écoles ont été fermées pour une longue période, et les classes ont eu lieu dans des tentes. Des sommes importantes ont été consacrées à la réparation de ces bâtiments.

## Causes
Une étude de 2016 de l'Institut d'études géologiques des États-Unis (USGS) suggère que ce séisme pourrait avoir été provoqué par l'action de l'homme, en l'occurrence l'extraction de pétrole et de gaz dans cette zone. D'autres études ultérieures ont conclu que plusieurs séismes, si ce n'est la majorité des séismes qui se sont produits pendant cette période auraient été causés par les modifications tectoniques impliquées par les techniques d'extraction de l'époque qui ne remplaçaient pas les millions de barils extraits par d'autres liquides,.

## Galerie

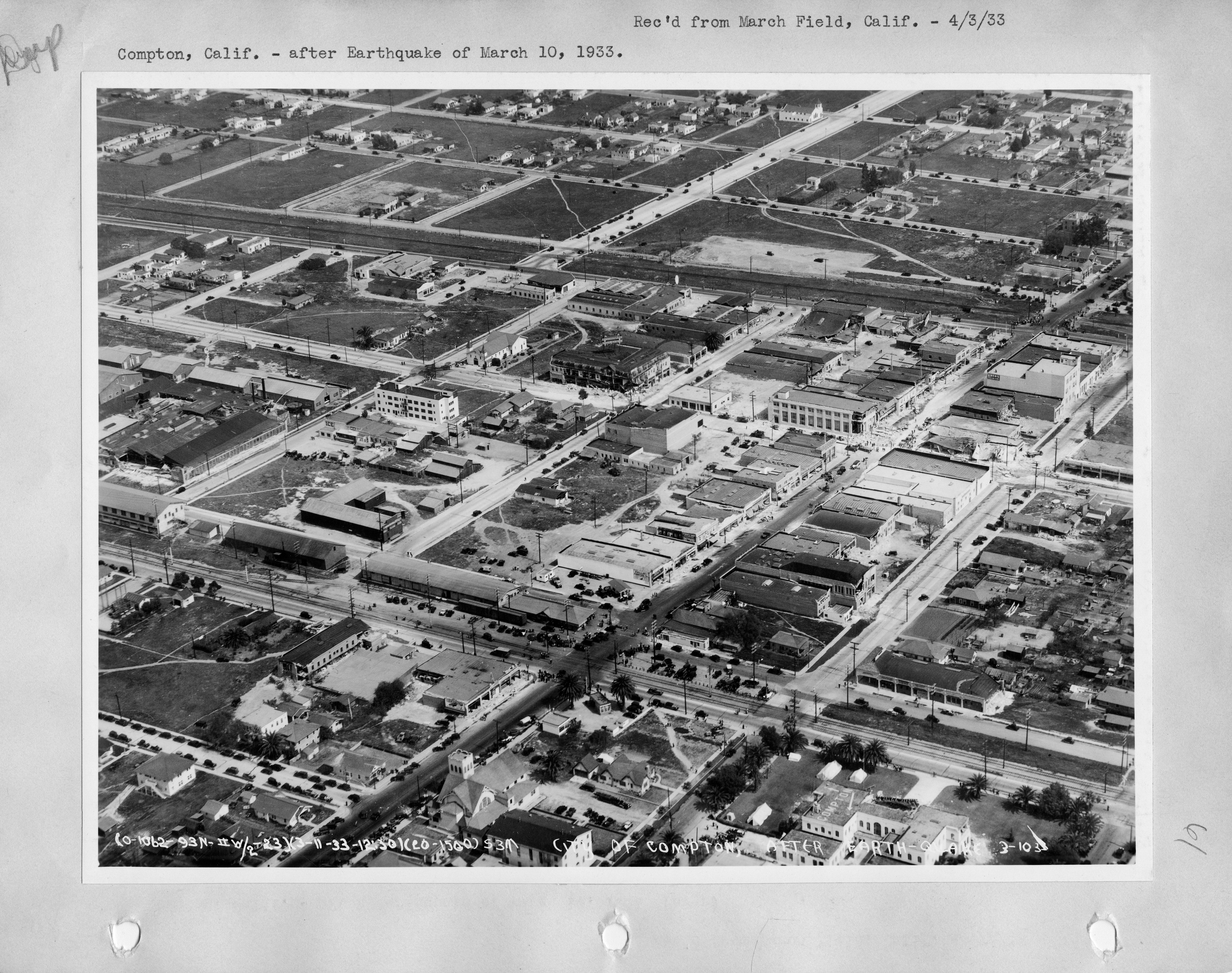
Compton
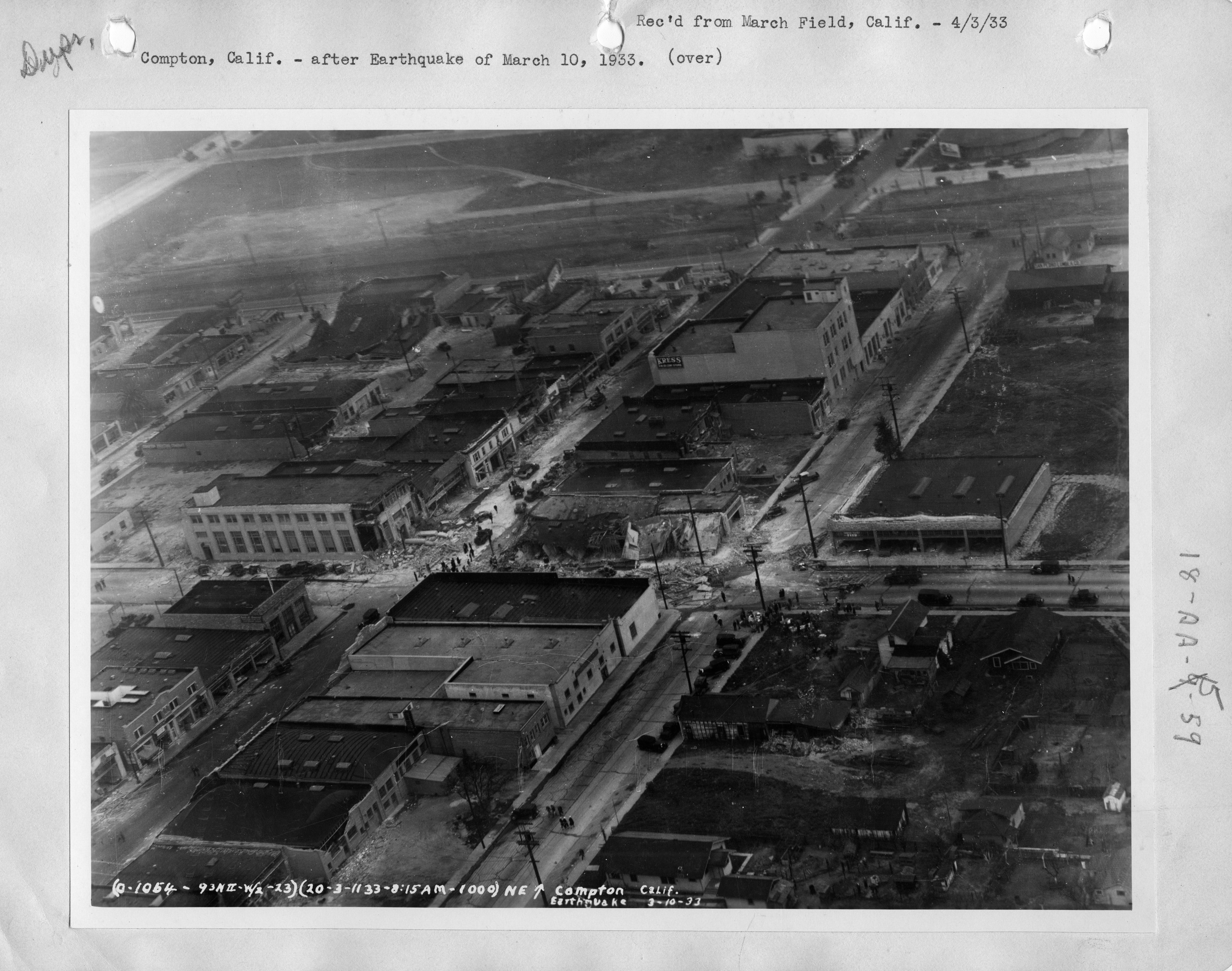
Compton
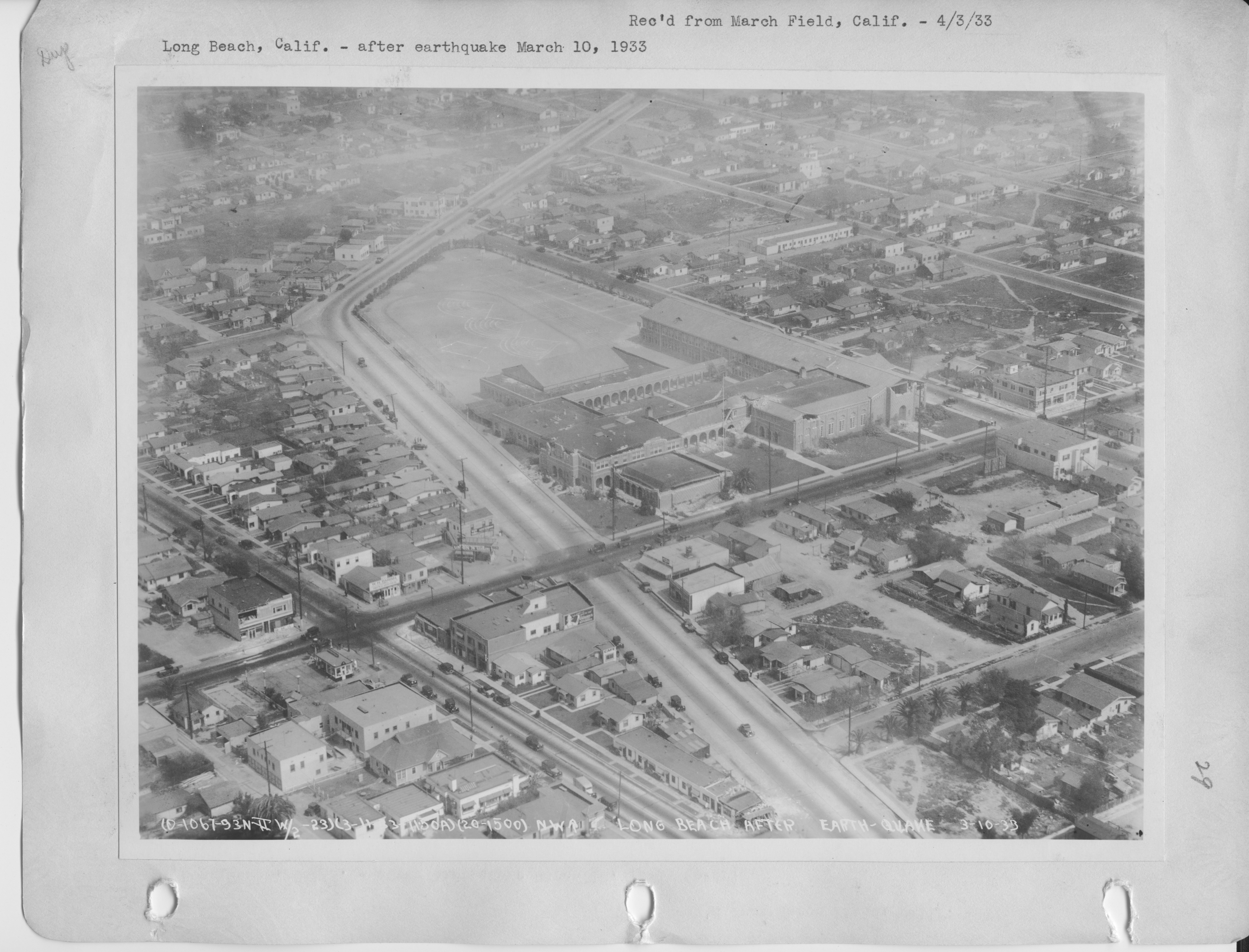
Long Beach
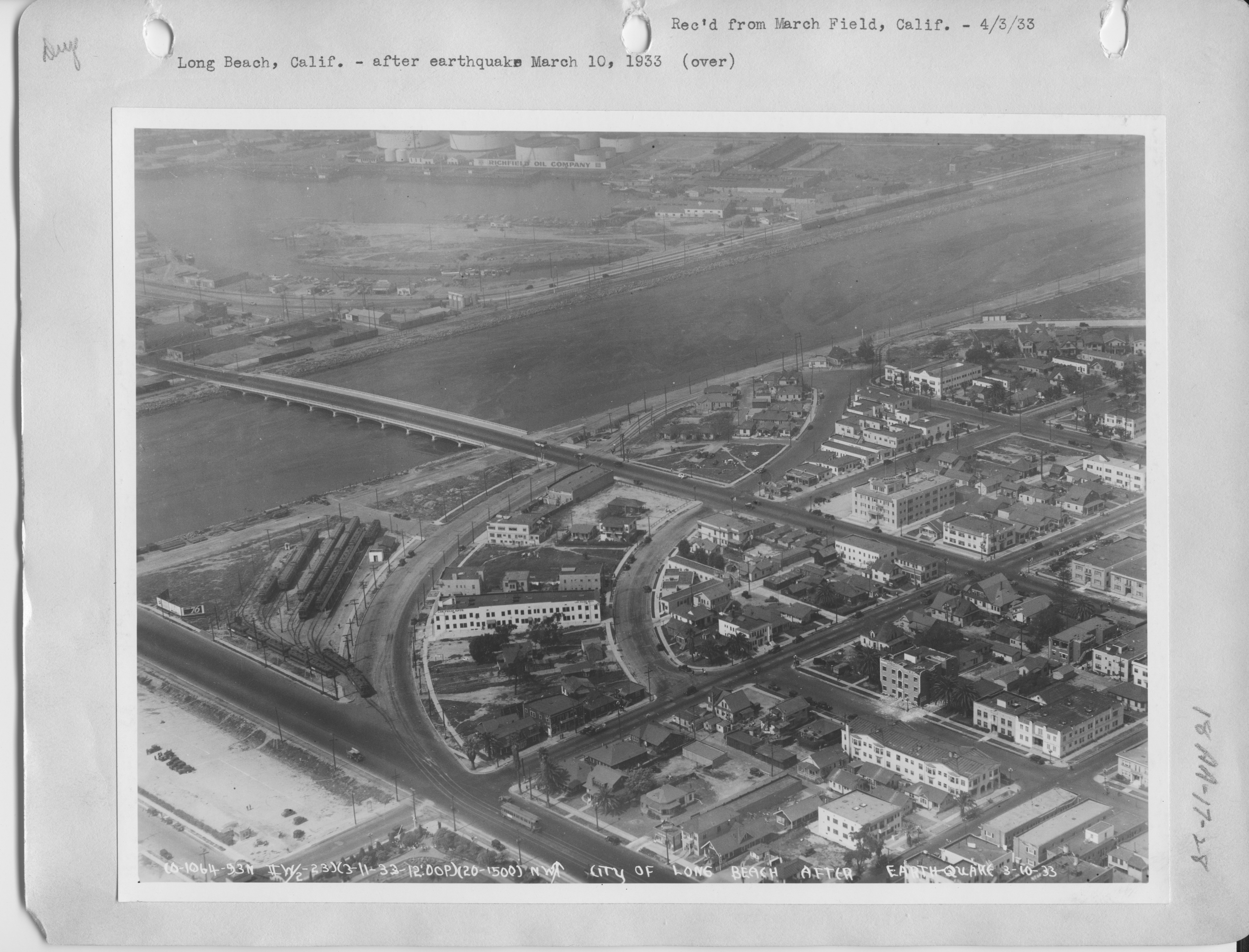
Long Beach
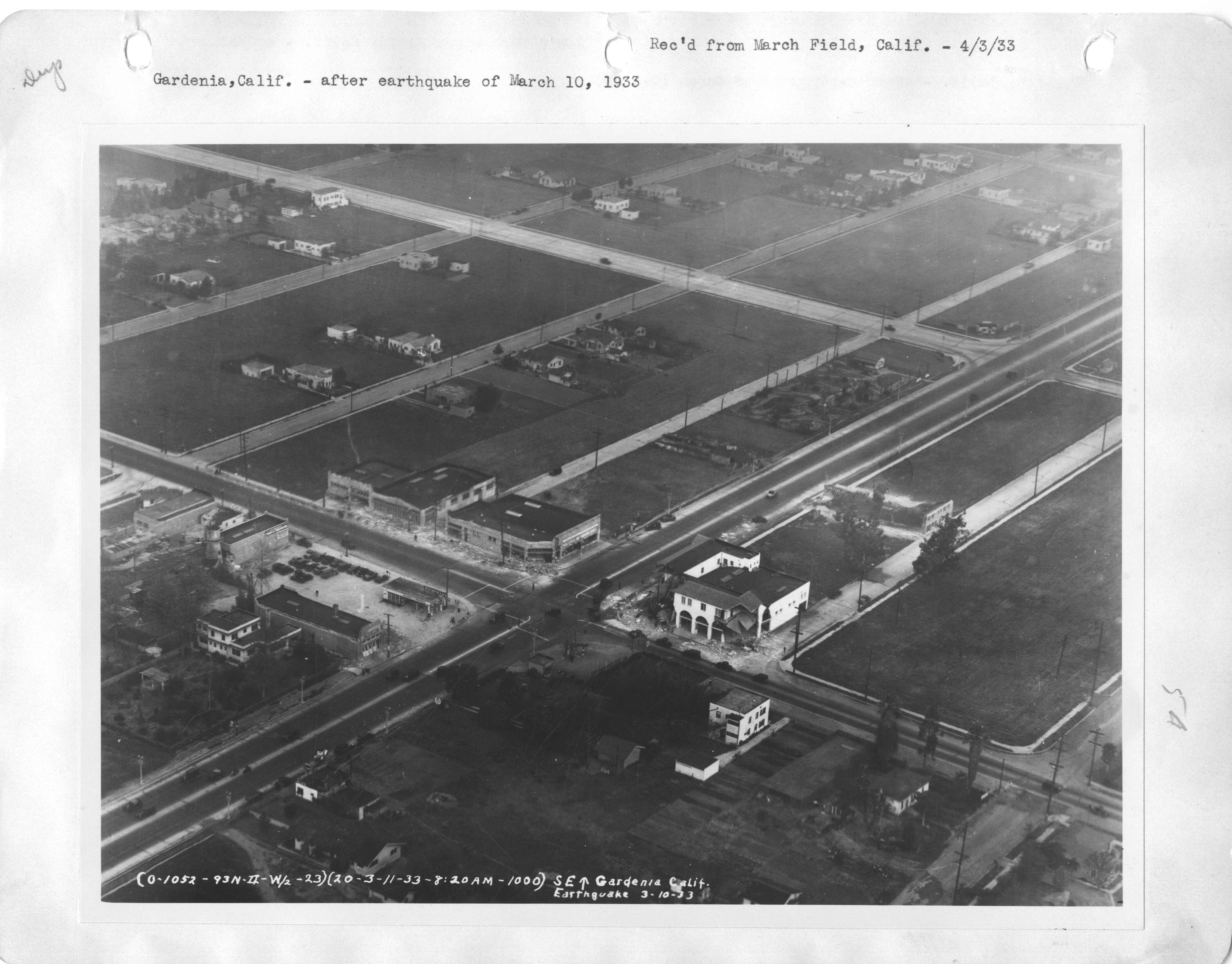
Gardena
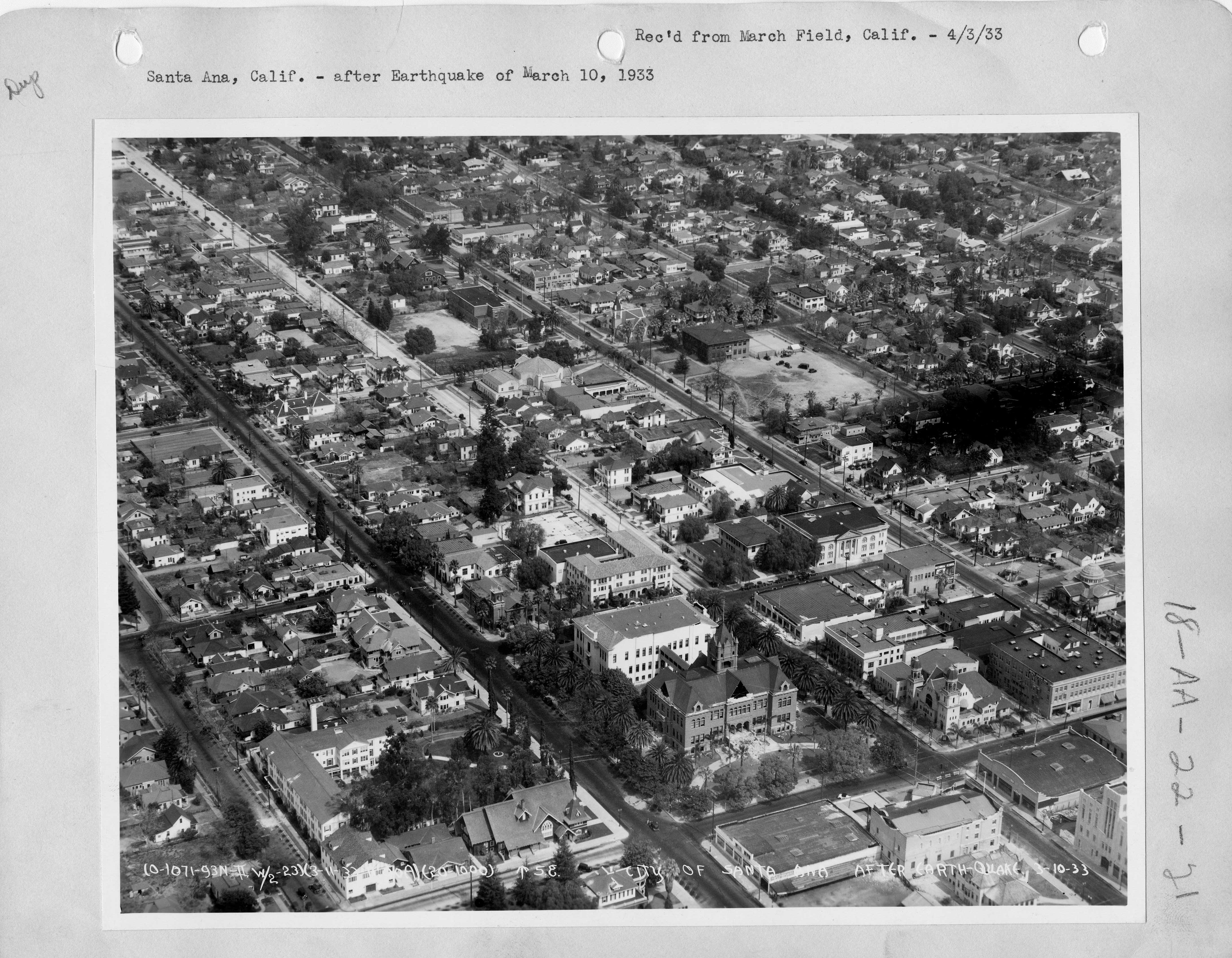
Santa Ana